# Aleksiej Sieriebriakow
Aleksiej Waleriewicz Sieriebriakow, ros. Алексей Валерьевич Серебряков (ur. 3 lipca 1964 w Moskwie) – rosyjski aktor kinowy oraz teatralny, kojarzony głównie z kinem sensacyjnym, akcji i wojennym. Zagrał m.in. w filmach 9 kompania, Ładunek 200 oraz Nikt.

## Życiorys
Urodził się w rodzinie inżyniera i lekarki. Po ukończeniu szkoły zaczął występować w Syzrańskim Teatrze Dramatycznym, równolegle rozpoczął naukę na Rosyjskim Uniwersytecie Sztuki Teatralnej pod kierunkiem Olega Tabakowa. W 1986 roku ukończył studia oraz został przyjęty do teatru studyjnego „Tabakierka”, w którym grał około pięciu lat. W 1986 roku zagrał rolę młodego mężczyzny o imieniu Pan w chwalonym przez krytyków dramacie Zabawy mołodych. Po tym filmie zwrócił na siebie uwagę reżyserów.
W 1989 roku zagrał rolę karateki w filmie sensacyjnym Fanat. Po tym występie doczekał się dużego uznania publiczności i zwrócił uwagę dziennikarzy branżowych. W 1991 roku wystąpił w filmie Morderczy Afganistan, który stał się sensacją w rozpadającym się Związku Radzieckim jako pierwszy film o wojnie w Afganistanie. Późnej wstąpił m.in. w komedii Naga w kapeluszu, melodramacie Nocz’ woprosow, dramacie Wysszaja miera i wielu innych. Dramat społeczny Sierp i mołot stał się najbardziej rozpoznawalną rolą Sieriebriakowa z tamtych latach, za którą otrzymał nagrodę na festiwalu Kinoszok w Anapie w kategorii Najlepszy aktor.
W późnych latach 90. Sieriebriakow ograniczył działalność zawodową. W tym czasie poświęcił się życiu osobistemu i ożenił się z Maszą, którą poznał dziesięć lat wcześniej. Jak mówi sam aktor, jest bardzo szczęśliwy w życiu rodzinnym, a jego córka żony z pierwszego małżeństwa, Dasza, jest „główną nagrodą” w jego życiu.
Na początku lat dwutysięcznych został nakręcony serial Banditskij Pietierburg, w którym Sieriebriakow zagrał rolę adwokata. Produkcja stała się bardzo popularna i okazała się dla aktora początkiem nowej fali popularności. Widzowie byli ciekawi nowych informacji na temat aktora, a reżyserzy zaczęli zapraszać go do swoich nowych produkcji. W pierwszej dekadzie XXI wieku zagrał role pierwszoplanowe w takich hitach, jak Karny batalion, 9 kompania, czy Ładunek 200. Z uwagi na to, że wiele produkcji, w których występował, prezentuje niestandardowe spojrzenie na rosyjską historię, Sieriebriakow zyskał reputację aktora występującego w „niejednoznacznych rolach w niejednoznacznych filmach”.
W 2010 roku otrzymał tytuł Ludowego Artysty Federacji Rosyjskiej. W 2012 zamieszkał wraz z rodziną w Kanadzie, jako powód emigracji podając zły stan przestrzegania praw obywatelskich w Rosji.
Z ostatnich popularnych prac Aleksieja Sieriebriakowa można wymienić rolę Nikołaja w Lewiatanie, czy Juliana Kuzniecowa w obrazie Nikt.

## Filmografia[1]
- 1973–1983: Вечный зов (Wiecznyj zow)
- 1978: Поздняя ягода (Pozdnaja jagoda)
- 1979: Отец и сын (Otiec i syn)
- 1979: Алые погоны (Ałyje pogony)
- 1980: Последний побег (Posliednij pobieg)
- 1981: Смотри в оба (Smotri w oba)
- 1986: Тихая застава (Tichaja zastawa)
- 1986: Обвиняется свадьба (Obwinjajetsja swadźba)
- 1987: Забавы молодых (Zabawy mołodych)
- 1988: После войны – мир (Poslie wojny – mir)
- 1989: Фанат (Fanat)
- 1989: Смиренное кладбище (Smiriennoje kładbiszcze)
- 1989: Случайный вальс (Słuczajnyj wal’s)
- 1990: Тело (Tieło)
- 1990: Распад (Raspad)
- 1990: Морской волк (Morskij wołk)
- 1990: Крыша (Krysza)
- 1990: Возвращение в Зурбаган (Wozwraszczenije w Zurbagan)
- 1991: Naga w kapeluszu (Обнаженная в шляпе, Obnażonnaja w szliapie) jako Igor „Igruszka” Koszkin
- 1991: Кремлевские тайны шестнадцатого века (Kriemliewskije tajny szestnadcatogo wieka)
- 1991: Morderczy Afganistan (Афганский излом, Afganskij izłom) jako Arsenow
- 1992: Szwadron jako Jemelianow
- 1992: Патриотическая комедия (Patrioticzeskaja komiedija)
- 1992: Грех (Griech)
- 1992: Высшая мера (Wysszaja miera)
- 1992: Танцующие призраки (Tancujuszczije prizraki)
- 1992: Ключ (Kljucz)
- 1993: Способ убийства (Sposob ubijstwa)
- 1993: Mam na imię Iwan, a ty Abraham (Я – Иван, ты – Абрам / Ja – Iwan, ty – Abram)
- 1993: Ночь вопросов (Nocz’ woprosow)
- 1994: Зона Любэ (Zona Ljube)
- 1994: Серп и молот (Sierp i mołot)
- 1995: Экзерсис номер пять (Ekzersis nomier pjat')
- 1996: Жесткое время (Żestkoje wriemia)
- 1997: Упырь (Upyr')
- 1998: Тесты для настоящих мужчин (Tiesty dlja nastojaszczich mużczin)
- 1999: Тонкая штучка (Tonkaja sztuka)
- 2000: Империя под ударом (Impierija pod udarom)
- 2000: Бандитский Петербург (Banditskij Pieterburg)
- 2001: Парижский антиквар (Pariżskij antikwar)
- 2002: Шатун (Szatun)
- 2002: Завтра будет завтра (Zawtra budiet zawrta)
- 2003: Десант (Desant)
- 2003: Антикиллер 2: Антитеррор (Antikillier 2: Antitierror)
- 2003: Баязет (Bajaziet)
- 2004: Karny batalion (Штрафбат, Sztrafbat)
- 2005: Нелегал (Nieliegał)
- 2005: Obóz przejściowy (Перегон, Pieriegon)
- 2005: Ucieczka (Побег, Pobieg)
- 2005: 9 kompania (9 рота, 9 rota)
- 2006: Консервы (Konsierwy)
- 2007: Свои дети (Swoi dieti)
- 2007: Blask luksusu (Глянец, Glianiec)
- 2007: Ładunek 200 (Груз 200, Gruz 200) jako Aleksiej
- 2007: W matni (Тиски, Tiski)
- 2007: Smiersz (Смерть шпионам!, Smiert’ szpionam!)
- 2007: Kod Apokalipsy (Код Апокалипсиса, Kod Apikalipsisa)
- 2007: Красивая (Krasiwaja)
- 2008: Волчья стая (Wołcz’ja staja)
- 2008: Przenicowany świat (Обитаемый остров, Obitajemyj ostrow) jako pielgrzym
- 2009: Мужчина в моей голове (Mużczina w mojej gołowie)
- 2009: Террористка Иванова (Tierroristka Iwanowa)
- 2010: Глухарь в кино (Głuchar’ w kino)
- 2011: PiraMMMida (Пирамммида, Pirammmida)
- 2012: Сказка. Есть (Skazka. Jest')
- 2014: Lewiatan (Левиафан, Lewiafan) jako Nikołaj
- 2019: Ukryta gra jako generał major Krutow
- 2021: Nikt jako Julian Kuzniecow
- 2021: Small World jako handlarz dziećmi Kirył[5]
- 2024: Anora jako Nikołaj Zacharow